# Maria Callist Soosa Pakiam
Maria Callist Soosa Pakiam (Marthandonthura, 11 de março de 1946) é um ministro indiano e arcebispo católico romano emérito de Trivandrum.
Maria Callist Soosa Pakiam foi ordenada sacerdote em 20 de dezembro de 1969.
O Papa João Paulo II o nomeou Bispo Coadjutor de Trivandrum em 10 de novembro de 1989. O arcebispo de Verapoly, Cornelius Elanjikal, o consagrou bispo em 2 de fevereiro do ano seguinte; Os co-consagradores foram Leon Augustine Tharmaraj, Bispo de Kottar, e Joseph Gabriel Fernandez, Bispo de Quilon.
Depois que Benedict Jacob Acharuparambils OFMCap renunciou, ele o sucedeu em 31 de janeiro de 1991 como bispo de Trivandrum. Com a elevação à arquidiocese em 17 de junho de 2004, foi nomeado Arcebispo de Trivandrum e em 23 de agosto de 2004, empossado no cargo.
Em 2 de fevereiro de 2022, o Papa Francisco aceitou a renúncia de Maria Callist Soosa Pakiam por motivos de idade.
Maria Callist Soosa Pakiam preside a Comissão Bíblica do Conselho dos Bispos Católicos de Kerala (KCBC) da Sociedade Bíblica Católica de Kerala.